# 俺の回転花火
「俺の回転花火」（原題：Under My Wheels）は、アメリカ合衆国のロック・バンドであるアリス・クーパーが、1971年に発表した楽曲。

## 解説
メンバーのマイケル・ブルースとデニス・ダナウェイ、プロデューサーのボブ・エズリンが共作した。ワーナー・ブラザーズに移籍した後の初アルバム『キラー』からの第1弾シングルとしてリリースされた。
歌詞は口うるさいガールフレンドを車で轢き殺してやりたいという妄想を表現している。ゲストのリック・デリンジャーがリードギターを担当した。

## カヴァー
- ハノイ・ロックス - ライヴ・アルバム『燃えるロンドン・ナイト』（1984年）にライヴ音源を収録[5]。
- アリス・クーパー - 1988年公開のドキュメンタリー映画『ザ・メタル・イヤーズ（英語版）』のサウンドトラックに収録。ガンズ・アンド・ローゼズのアクセル・ローズ、スラッシュ、イジー・ストラドリンをゲストに迎えた[6]。
- Gumball - サブ・ポップから限定発売された2枚組スプリット・シングル「Alice Cooper Tribute」（1991年）に収録[7]。
- マニック・ストリート・プリーチャーズ - CDシングル「Motorcycle Emptiness」（1992年）に、1992年2月録音のカヴァーを収録[8]。
- ジョー・エリオット&フィル・コリン - トリビュート・アルバム『Humanary Stew, A Tribute to Alice Cooper』（1999年）に、クラレンス・クレモンズ（Eストリート・バンド）等と共に録音したカヴァーを提供[9]。